# Jeremy Rifkin
Jeremy Rifkin (rođen 26. siječnja 1945.) je američki ekonomist i socijalni teoretičar.
Napisao je tijekom zadnja puna 4 desetljeća više od 20 knjiga koje se bave učincima znanstvenih i tehnoloških promjena na gospodarstvo, okoliš i društvo.
Njegove knjige uključuju "Biotehnološko stoljeće" (eng. "The Biotech Century: Harnessing the Gene and Remaking the World", prvo izdanje 1998.), "Posustajanje budućnosti" (eng. "Entropy - a new world view.", prvo izdanje 1980.), "Entropija: Novi pogled na svijet" (eng. "Entropy: A New World View,", prvo izdanje 1981.), "Doba pristupa: nova kultura hiperkapitalizma u kojoj je cijeli život iskustvo za koje se plaća" (eng. "The Age Of Access: The New Culture of Hypercapitalism, Where All of Life is a Paid-For Experience", prvo izdanje 2000.), "Europski san : kako europska vizija budućnosti polako zasjenjuje američki san" (eng. "The European Dream: How Europe's Vision of the Future is Quietly Eclipsing the American Dream", prvo izdanje 2004.),
2011, "Treća industrijska revolucija" (eng. "The Third Industrial Revolution: How Lateral Power is Transforming Energy, the Economy, and the World", prvo izdanje 2011.), "Društvo s nultim graničnim troškom: Internet stvari, suradničke mreže i zalaz kapitalizma" (eng. "The Zero Marginal Cost Society: The internet of things, the collaborative commons, and the eclipse of capitalism", prvo izdanje 2014.) i "Zeleni New Deal" (eng. "The Green New Deal: Why the Fossil Fuel Civilization Will Collapse by 2028, and the Bold Economic Plan to Save Life on Earth", prvo izdanje 2019.).
Jeremy Rifkin u sada već višedesetljetnom praćenju tehnoloških i društvenih promjena prognozira treću industrijsku revoluciju, čiji su glavni sadržaji prelazak na nove izvore energije, koji će se u velikom dijelu nalaziti neposredno na mjestima trošenja energije - unutar stambenih kuća i naselja, industrijskih pogona i vozila koja sudjeluju u prometu; unaprijeđene mogućnosti čuvanja energije; organiziranje razmjene električne energije po uzoru na internet; te nastanak tzv. distribuiranog kapitalizma (eng. "Distributed Capitalism") gdje će očuvanje i razmjena kapitala biti bitno povezana s razmjenom energije - pri čemu će činjenica da nastaje sve veći broj aktera u proizvodnji i distribuciji energije postupno smanjivati značaj velikih koncentracija kapitala, tj. korporacija. Takvom trendu će pridonijeti i druge promjeni u tehnologiji, poput biotehnologija i proizvodnje uz pomoć 3D printera.
U knjizi "Društvo s nultim graničnim troškom: Internet stvari, suradničke mreže i zalaz kapitalizma" iz 2014. god. Rifkin izlaže viziju kako bi tehnološke i tržišne promjene kakve su naznačene u dosadašnjem razvitku internetskog poslovanja mogle pridonijeti bitnom odmaku od danas prevladavajuće ekonomije u kojoj se napredak vezuje uz nagomilavanje financijskih sredstava, a poslovni uspjeh uz ostvarivanje dominacije moćnih korporacija nad tržištem. Ukazuje Rifkin da se na primjeru interneta pokazuje da poslovanje uz upotrebu najmodernijih tehnologija može napredovati baš na način da ono postaje sve jeftinije, i čak besplatno za krajnjeg korisnika.
Tijekom godina je Rifkinovo djelo utjecalo na mijenjanje ekonomskih i društvenih paradigmi, a njegove ideje iznijete u knjizi "Treća industrijska revolucija" su ugrađene u 13. Petogodišnji plan NR Kine za razdoblje 2016. – 2020.